# اچ‌ام‌اس آلسید (۱۷۷۹)
اچ‌ام‌اس آلسید (۱۷۷۹) (به انگلیسی: HMS Alcide (1779)) یک کشتی بود که طول آن ۱۶۸ فوت (۵۱ متر) بود. این کشتی در سال ۱۷۷۹ ساخته شد. 